# JRockit
JRockit var en Java Virtual Machine från början utvecklad av svenska Appeal Virtual Machines AB. År 2001 köptes företaget upp av BEA Systems och bytte namn till BEA Systems Stockholm Engineering AB. JRockit paketeras därefter med BEA:s produkter. Den ansågs snabbare än Suns Java-motor och var att föredra på de plattformar den fanns tillgänglig för.
BEA Systems köptes 2008 av Oracle. JRockit blev 2011 en del av OpenJDK. 